# Liechtenstein op de Olympische Zomerspelen 1984
Liechtenstein nam deel aan de Olympische Zomerspelen 1984 in Los Angeles, Verenigde Staten. 

## Deelnemers en resultaten

### Atletiek
| Olympiër       | Discipline    | Resultaat | Prestatie                |
| -------------- | ------------- | --------- | ------------------------ |
| Markus Büchel  | 100m (m)      | 65e       | serie 5: 7de in 10,98    |
| Markus Büchel  | 200m (m)      | 55e       | serie 4: 7de in 22,14    |
|                |               |           |                          |
| Helen Ritter   | 1500m (v)     | 16e       | serie 1: 9de in 4.19,393 |
| Manuela Marxer | zevenkamp (v) | 20e       | 4913 punten              |

### Judo
| Olympiër          | Discipline | Resultaat | Prestatie |
| ----------------- | ---------- | --------- | --- |
| Johannes Wohlwend | -71kg (m)  | 9e        | 1ste ronde: W van NZL O'Leary 2de ronde: V van ITA Gamna herkansingen: V van FRA Dyot                        |
| Magnus Büchel     | -86kg (m)  | 7e        | 1ste ronde: W van SMR Casadei: yuko 2de ronde: V van USA Berland: ippon herkansingen: V van GBR White: ippon |

### Schietsport
| Olympiër     | Discipline             | Resultaat | Prestatie  |
| ------------ | ---------------------- | --------- | ---------- |
| Theo Schurte | 50m geweer liggend (m) | 55e       | 578 punten |
| Remo Sele    | 50m geweer liggend (m) | 65e       | 572 punten |

Algerije · Amerikaanse Maagdeneilanden · Andorra · Antigua en Barbuda · Argentinië · Australië · Bahama’s · Bahrein · Bangladesh · Barbados · België · Belize · Benin · Bermuda · Bhutan · Birma · Bolivia · Bondsrepubliek Duitsland · Botswana · Brazilië · Britse Maagdeneilanden · Canada · Centraal-Afrikaanse Republiek · Chili · China · Chinees Taipei · Colombia · Congo-Brazzaville · Costa Rica · Cyprus · Denemarken · Djibouti · Dominicaanse Republiek · Ecuador · Egypte · El Salvador · Equatoriaal-Guinea · Fiji · Filipijnen · Finland · Frankrijk · Gabon · Gambia · Ghana · Grenada · Griekenland · Groot-Brittannië · Guatemala · Guinee · Guyana · Haïti · Honduras · Hongkong · Ierland · IJsland · India · Indonesië · Irak · Israël · Italië · Ivoorkust · Jamaica · Japan · Joegoslavië · Jordanië · Kaaimaneilanden · Kameroen · Kenia · Koeweit · Lesotho · Libanon · Liberia · Liechtenstein · Luxemburg · Madagaskar · Malawi · Maleisië · Mali · Malta · Marokko · Mauritanië · Mauritius · Mexico · Monaco · Mozambique · Nederland · Nederlandse Antillen · Nepal · Nicaragua · Nieuw-Zeeland · Niger · Nigeria · Noord-Jemen · Noorwegen · Oeganda · Oman · Oostenrijk · Pakistan · Panama · Papoea-Nieuw-Guinea · Paraguay · Peru · Portugal · Puerto Rico · Qatar · Roemenië · Rwanda · Salomonseilanden · Samoa · San Marino · Saoedi-Arabië · Senegal · Seychellen · Sierra Leone · Singapore · Soedan · Somalië · Spanje · Sri Lanka · Suriname · Swaziland · Syrië · Tanzania · Thailand · Togo · Tonga · Trinidad en Tobago · Tsjaad · Tunesië · Turkije · Uruguay · Venezuela · Verenigde Arabische Emiraten · Verenigde Staten · Zaïre · Zambia · Zimbabwe · Zuid-Korea · Zweden · Zwitserland